# Corcyrogobius liechtensteini
Corcyrogobius liechtensteini är en fiskart som först beskrevs av Kolombatovic, 1891.  Corcyrogobius liechtensteini ingår i släktet Corcyrogobius och familjen smörbultsfiskar. IUCN kategoriserar arten globalt som otillräckligt studerad. Inga underarter finns listade i Catalogue of Life.